# Bako Sahakjan

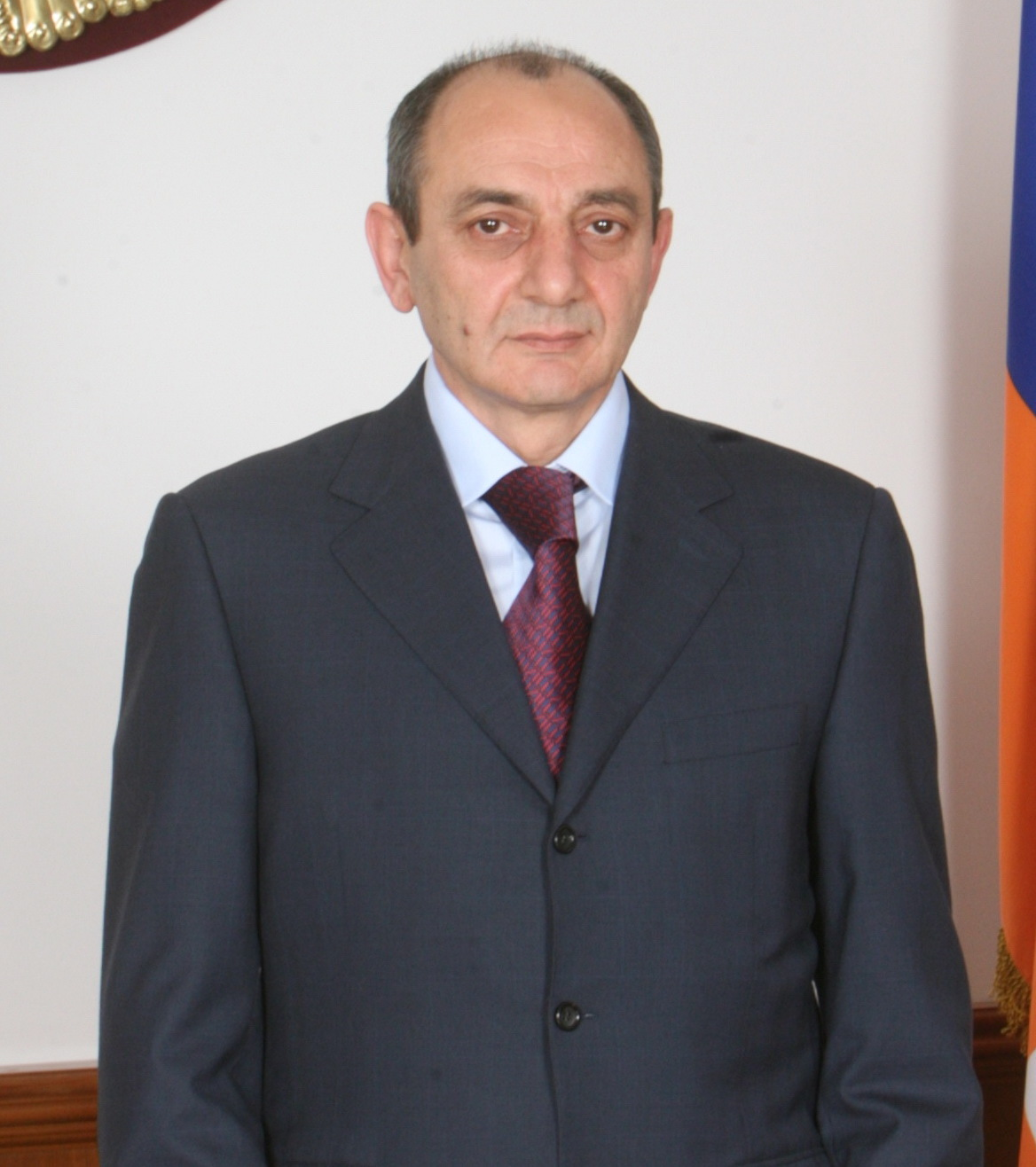
Bako Sahakjan

Bako Sahakjan (armeniska: Բակո Սահակյան), född den 30 augusti 1960 i Stepanakert, är president i den de facto självstyrande utbrytarrepubliken Nagorno-Karabach i Azerbajdzjan. Han efterträdde Arkadi Ghukasian som president den 7 september 2007 efter att ha vunnit valet den 19 juli. Han var tidigare inrikesminister från 1999 och chef för säkerhetstjänsten från 2001 till juni 2007.